# کالامازو (ویرجینیای غربی)
کالامازو (به انگلیسی: Kalamazoo) یک منطقهٔ مسکونی در ایالات متحده آمریکا است که در شهرستان باربر، ویرجینیای غربی واقع شده‌است.